# Otto Jahn
Otto Jahn (ur. 16 czerwca 1813 w Kilonii, zm. 9 września 1869 w Getyndze) – niemiecki archeolog, filolog klasyczny i muzykolog.

## Życiorys
Był synem prawnika. Ukończył studia w zakresie filologii klasycznej na uniwersytetach w Kilonii (u G.W. Nitzscha i Johannesa Classena), Lipsku (u Gottfrieda Hermanna) i Berlinie (u Augusta Böckha i Karla Lachmanna). W 1836 roku doktoryzował się na uniwersytecie w Kilonii na podstawie pracy o Palamedesie, tam też w 1839 roku uzyskał habilitację. W 1842 roku uzyskał stanowisko profesora archeologii na uniwersytecie w Greifswaldzie. Od 1847 roku wykładał na uniwersytecie w Lipsku, skąd jednak w 1850 roku został zwolniony za liberalne poglądy polityczne. Od 1854 roku był wykładowcą uniwersytetu w Bonn. Opracował nowe wydania dzieł Persjusza (1843) i Juwenalisa (1851). Był autorem pracy poświęconej Florusowi (1851) oraz katalogu waz antycznych z kolekcji króla bawarskiego Ludwika I (1853). W swojej pracy naukowej prezentował podejście pozytywistyczne, odchodząc od mistycznej interpretacji greckich mitów. Do jego uczniów należeli Adolf Michaelis, Carl Robert i Ulrich von Wilamowitz-Moellendorff.
Jako muzykolog koncentrował się na badaniach nad twórczością W.A. Mozarta i Beethovena. Był autorem czterotomowej biografii Mozarta (wyd. Lipsk 1856–1859, 2. wyd. 1867, 3. wyd. 1891–1893, 4. wyd. 1905–1907), pierwszego tego typu dzieła wykorzystującego elementy metody krytycznej. Jahn skoncentrował się w nim na szczegółowym badaniu źródeł, autografów, pierwodruków i komentarzy współczesnych oraz analizie utworów, odchodząc od typowych dla I połowy XIX wieku opracowań o charakterze anegdotycznym.